# Sant Joan de l'Erm Vell
Sant Joan de l'Erm Vell o simplement Sant Joan de l'Erm, és un antic santuari situat a mig camí dels nuclis de Romadriu i de Montenartró (Pallars Sobirà), però ubicat administrativament al municipi de Montferrer i Castellbò (l'Alt Urgell). Destruït el 1936, es va edificar Sant Joan de l'Erm Nou a cinc quilòmetres de distància. Està protegit com a bé cultural d'interès local. Està situat en la pista a Montenartró, en el vessant del Pallars Sobirà, en l'antic camí públic que unia les dues comarques. Actualment només queden restes d'edificis en ruïnes. Les restes més significatives són d'una façana on s'obre una porta en arc de mig punt.

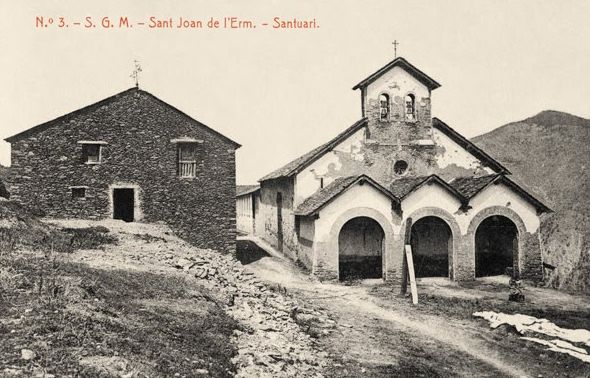
Antiga postal de Sant Joan de l'Erm

És tradició que el 1208 el vescomte Arnau de Castellbò hi va portar el Sant Graal, que abans es guardava a Besiers.
Tot i que hom ha suposat uns orígens medievals per al santuari de Sant Joan de l'Erm, no hi ha documentació d'aquesta època que en parli d'una forma indiscutible. Segons les fotografies conservades, el temple anterior a l'incendi de 1936 semblava més aviat datable de l'edat moderna. L'esment explícit més antic que es coneix de l'hospici data de 1519, i fins a la seva destrucció conservà la seva funció d'hospital i lloc d'acolliment. El santuari era administrat pel cabiscol de la col·legiata de Castellbò i el batlle i els regidors de la vila. L'any 1936 va ser incendiat i no tornà a ser reconstruït al mateix indret.